# Paracartus aureovitticollis
Paracartus aureovitticollis là một loài bọ cánh cứng trong họ Cerambycidae.